# هیلزدن
هیلزدن (به انگلیسی: Hillesden) یک محله مدنی و روستا در بریتانیا است که در Aylesbury Vale واقع شده‌است. هیلزدن ۲۱۶ نفر جمعیت دارد.